# Mila Olsen

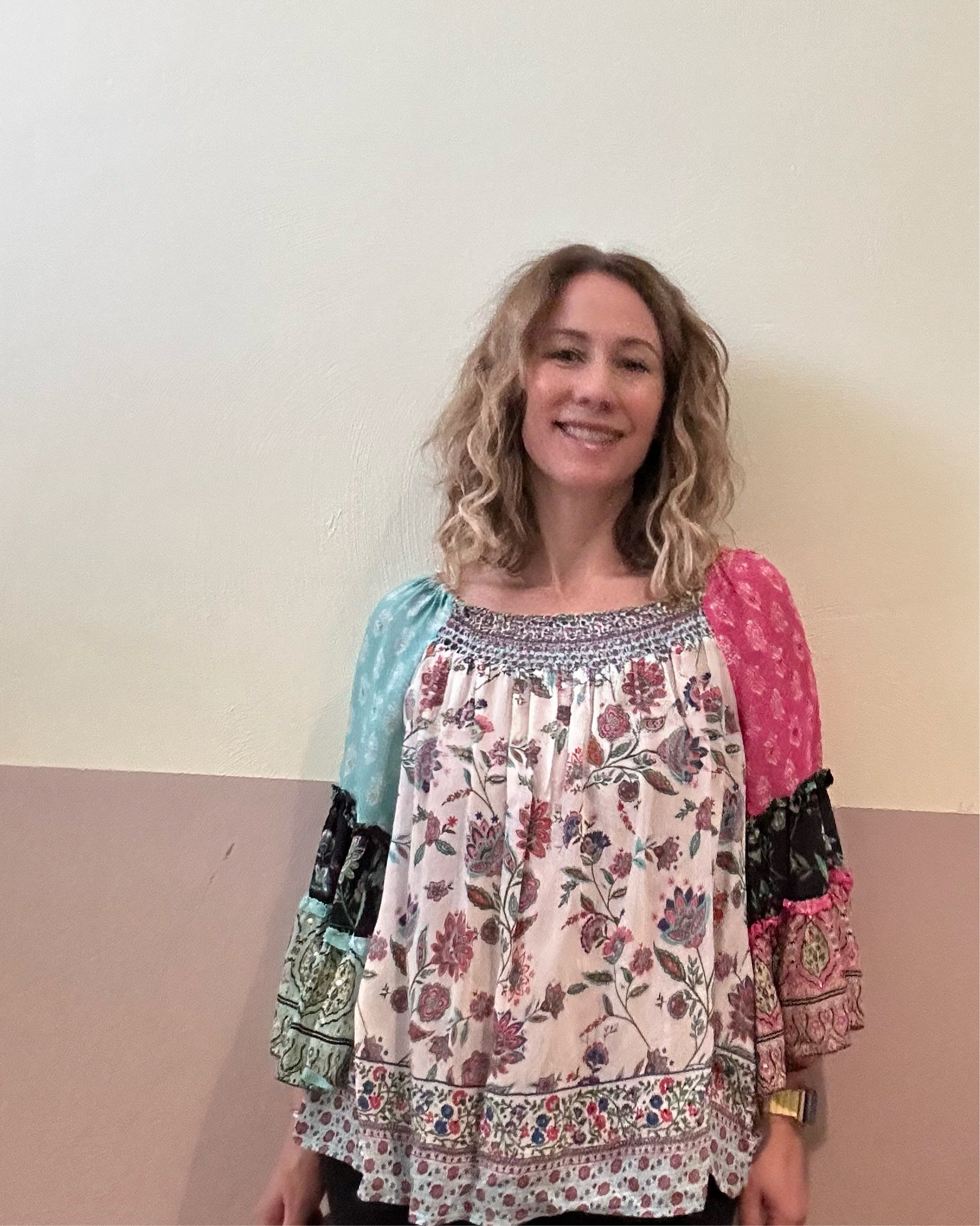
Mila Olsen, April 2023

Mila Olsen (* 17. März 1972 in Mannheim als Uta Munzinger, heute Maier) ist eine deutsche Romanautorin, die vor allem New-Adult-Bücher verfasst.

## Leben
Mila Olsen studierte an der Universität Koblenz-Landau Grund- und Hauptschulpädagogik, mit dem Hauptfach Germanistik, und absolvierte danach eine Ausbildung zur Ergotherapeutin in Kaiserslautern. Nach der Geburt ihres dritten Kindes arbeitete sie freiberuflich als Lektorin, unter anderem für den Latos-Verlag. Nebenbei begann sie selbst zu schreiben und veröffentlichte zunächst vier Romane bei Kleinverlagen, zwei davon unter Realnamen, bevor sie 2015 ihren ersten Roman im Selbstpublishing herausbrachte, diesmal mit Pseudonym. Das E-Book  Entführt – Bis du mich liebst  verblieb fast ein Jahr in der Top 100 der Amazon-Kindle-Bestsellerliste und ein halbes Jahr auf der Bestsellerliste der Bild. Wegen des Erfolgs der Entführt-Romane gab der Belle Epoque Verlag die beiden ersten Bände als Hardcover-Ausgabe heraus. Mila Olsen lebt mit ihrem Mann und ihren drei Töchtern am Rand des Odenwalds.

## Werke

### Als Mila Olsen

#### Romane
- Entführt – Bis du mich liebst. Taschenbuch. Eigenverlag, 2016, ISBN 978-1-5233-5530-3.
- Entführt – Bis in die dunkelste Nacht. Taschenbuch. Eigenverlag, 2017, ISBN 978-3-00-057225-8.
- Entführt – Zwischen Himmel und Wind. Taschenbuch. Eigenverlag, 2017, ISBN 978-1-980519-32-4.
- Entführt – Wohin die Träume uns tragen. Taschenbuch. Eigenverlag, 2017, ISBN 978-1-980519-33-1.
- Entführt (Sammelband). Eigenverlag, 2017, ISBN 978-1-5202-1635-5.
- Entführt – Bis du mich liebst. Belle Epoque Verlag, 2018, ISBN 978-3-96357-045-2.
- Entführt – Bis in die dunkelste Nacht. Belle Epoque Verlag, 2018, ISBN 978-3-96357-046-9.
- Coco Lavie Sammelband. Taschenbuch. Eigenverlag, 2018, ISBN 978-1-5499-9514-9.
- Entführt – Lous Sammelband. Taschenbuch. Eigenverlag, 2018, ISBN 978-1-79034-246-4.
- Trapped – Until You Love Me. Taschenbuch. Eigenverlag, 2018, ISBN 978-1-79169-613-9.
- Whisper I Love You. Taschenbuch. Mond & Silber (Nova MD), 2019, ISBN 978-3-96443-381-7.
- A Princess, stolen. Taschenbuch. Eigenverlag, 2020, ISBN 979-8-6262-6340-4.
- A Girl, unbroken. Taschenbuch. Eigenverlag, 2020, ISBN 979-8-6262-6393-0.
- Ein Kuss aus Rache, Blut und Liebe. (Sammelband) Taschenbuch, Eigenverlag, 2020, ISBN 979-8-6755-3853-9.
- Scherbensplitterherz. Taschenbuch. Eigenverlag, 2021, ISBN 979-8-7148-5151-3.
- Dort, wo Blätter und Sterne tanzen. Taschenbuch. Tinte & Feder, 2022, ISBN 978-2-4967-1056-4
- Dort, wo das Meer glitzert. Taschenbuch. Tinte & Feder, 2022, ISBN 978-2496710588

#### Hörbücher
- Entführt – bis du mich liebst. Audible, 2016.
- Entführt – Bis in die dunkelste Nacht. Audible, 2017.
- Entführt – Zwischen Himmel und Wind. Audible, 2018.
- Entführt – Wohin die Träume uns tragen. Audible, 2018.
- Whisper I Love You. Audible, 2020.
- A Princess, stolen, Audible, 2021
- A Girl, unbroken, Audible, 2021

### Als Mila Olsen und Uta Maier

#### Romane
- Coco Lavie – Spiegelblut. Taschenbuch. Eigenverlag ehemals Aeternica, 2017, ISBN 978-1-5498-7976-0.
- Coco Lavie Nachtschattenherz. Taschenbuch. Eigenverlag, ehemals Latos-Verlag, 2017, ISBN 978-1-5498-8072-8.

### Als Uta Maier

#### Romane
- Amiga und die Suche nach dem Goldenen Turm. Taschenbuch. Aavaa Verlag, 2011, ISBN 978-3-86254-815-6.
- Triklin – Die Feuertänzer, Taschenbuch. Papierfresserchens Mtm-Verlag, 2012, ISBN 978-3-86196-074-4.